# Nguyễn Duy Tường
Nguyễn Duy Tường (1485 - 1525) là tham chính thời Lê sơ, đỗ hoàng giáp năm 1511.

## Thân thế
Nguyễn Duy Tường sinh năm 1485, là người làng Lý Hải, huyện Yên Lãng, phủ Tam Đái, trấn Sơn Tây, nay thuộc thôn Lý Hải, xã Phú Xuân, huyện Bình Xuyên (có nguồn cho thuộc Vĩnh Yên), tỉnh Vĩnh Phúc, Việt Nam.

## Sự nghiệp
Ông đậu Đệ tam giáp tiến sĩ xuất thân khoa Mậu Thìn niên hiệu Đoan Khánh (1508) lúc 24 tuổi, đứng ở vị trí 16 trong 36 người đỗ Đệ tam giáp tiến sĩ xuất thân cùng khoa, nhưng ông không nhận vì đã hứa với mẹ là sẽ đỗ khôi nguyên. Đến năm 27 tuổi ông đỗ hoàng giáp khoa Tân Mùi năm Hồng Thuận (1511).
Ông làm quan đến chức tham chính Thanh Hóa, Kinh Bắc. Khi Mạc Đăng Dung giành ngôi nhà Lê sơ, ông cùng với Đàm Thận Huy, Nguyễn Hữu Nghiêm, Nguyễn Tự Cường, Hà Phi Chuẩn, Lê Tuấn Mậu và Nguyễn Bá Ký về quê chống lại Mạc Đăng Dung. Khi đánh với Mạc tại Yên Lãng (có nguồn cho là Đồng Cổ), ông bị thương nên cắt cánh tay bị thương cho ngựa đem về cho mẹ, rồi tử trận.
Khi chết được truy tặng chức thị lang.

## Gia đình
Nguyễn Duy Tường có con là Nguyễn Hoành Xước, cháu nội là Nguyễn Thế Phủ (1533 - ?), nhiều đời đỗ đạt.

## Vinh danh
Đến thời Lê trung hưng, ông được khen thưởng và truy phong thượng hạng phúc thần, cho lập đền cúng tế.

## Nhận định
Trong Lịch triều hiến chương loại chí, ở "Nhân vật chí", Phan Huy Chú có viết một mục về ông tại phần "Bề tôi tiết nghĩa". Phan Huy Chú đánh giá "Bấy giờ gặp lúc loạn lạc, ông nổi tiếng tiết nghĩa".